# Луценко Олег Олександрович
Олег Олександрович Луценко (нар. 14 лютого 1993, Україна) — український футболіст, опорний півзахисник клубу «Рубікон».

## Життєпис
Вихованець ФК «Молодь» (Полтава). Виступав у молодіжних складах «Волині» (Луцьк), «Металіста» (Харків) і в другій лізі в «Шахтарі-3» (Донецьк). У липні 2013 року став гравцем ФК «Чорноморця». Грав у молодіжній команді «моряків».
Перший поєдинок у Прем'єр-лізі провів 4 квітня 2015 року, вийшовши замість Артема Філімонова на заключні 25 хвилин у грі проти київського «Динамо». Через тиждень тренер одеситів Олександр Бабич провів практично ідентичну заміну в грі з донецьким «Шахтарем». Після закінчення сезону Луценко перші збори провів з «Чорноморцем», після чого поговорив із тренером з приводу оренди в криворізький «Гірник», й отримав на це згоду. Контракт з криворіжцям був розрахований на один рік.
У новій команді Луценко дебютував 22 липня 2015 року в матчі 1/32 фіналу Кубка України в Новій Каховці з місцевою «Енергією» (0:4). Півзахисник з'явився на полі на 60-й хвилині, змінивши Сергія Нудного. 14 грудня того ж року стало відомо, що річний орендний контракт Олега був розірваний достроково за взаємною згодою всіх сторін. 28 січня 2016 року було офіційно оголошено про розірвання контракту футболіста з «Чорноморцем».
У квітні 2016 року підписав контракт з чернігівською «Десною», за яку грав до завершення сезону.
Сезон 2016/17 років розпочав у складі грузинського клубу «Гагра», але на початку серпня 2017 року повернувся в Україну, де підписав контракт з ФК «Гірник-Спорт».
У січні 2019 року підписав контракт з клубом «Локомотив» (Єреван), одним з лідерів Першої ліги чемпіонату Вірменії.
В 2021 році повернувся до України, другу половину сезону 2020/21 погравши за друголіговий «Рубікон».
На початку сезону 2021/22 перейшов до «Олімпіка» (Донецьк), який виступав у Першій лізі України.